# آبشار رحمت‌آباد جویم

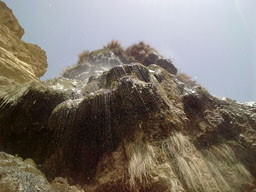
آبشار رحمت آباد جویم

آبشار رحمت آباد جویم آبشاری در نزدیکی روستای رحمت آباد شهرستان جویم است که ۲۰ متر ارتفاع و آب بسیار سبکی دارد. 
کمی دورتر از نخل، باقی‌مانده آثار یک شهر کوچک در دشتی مسطح قرار دارد. در بالاترین قله این کوه قلعه باستانی کی قباد وجود دارد که عبور آب از تمامی اتاق‌ها و سالن‌ها و طبقه‌های آن و تعبیه استخرهای کوچک و متوسط در این مجموعه نشان دهنده رواج آئین میترائیسم در دوره‌های پیش از اسلام را در منطقه رحمت آباد جویم است.